# بندر بستانو

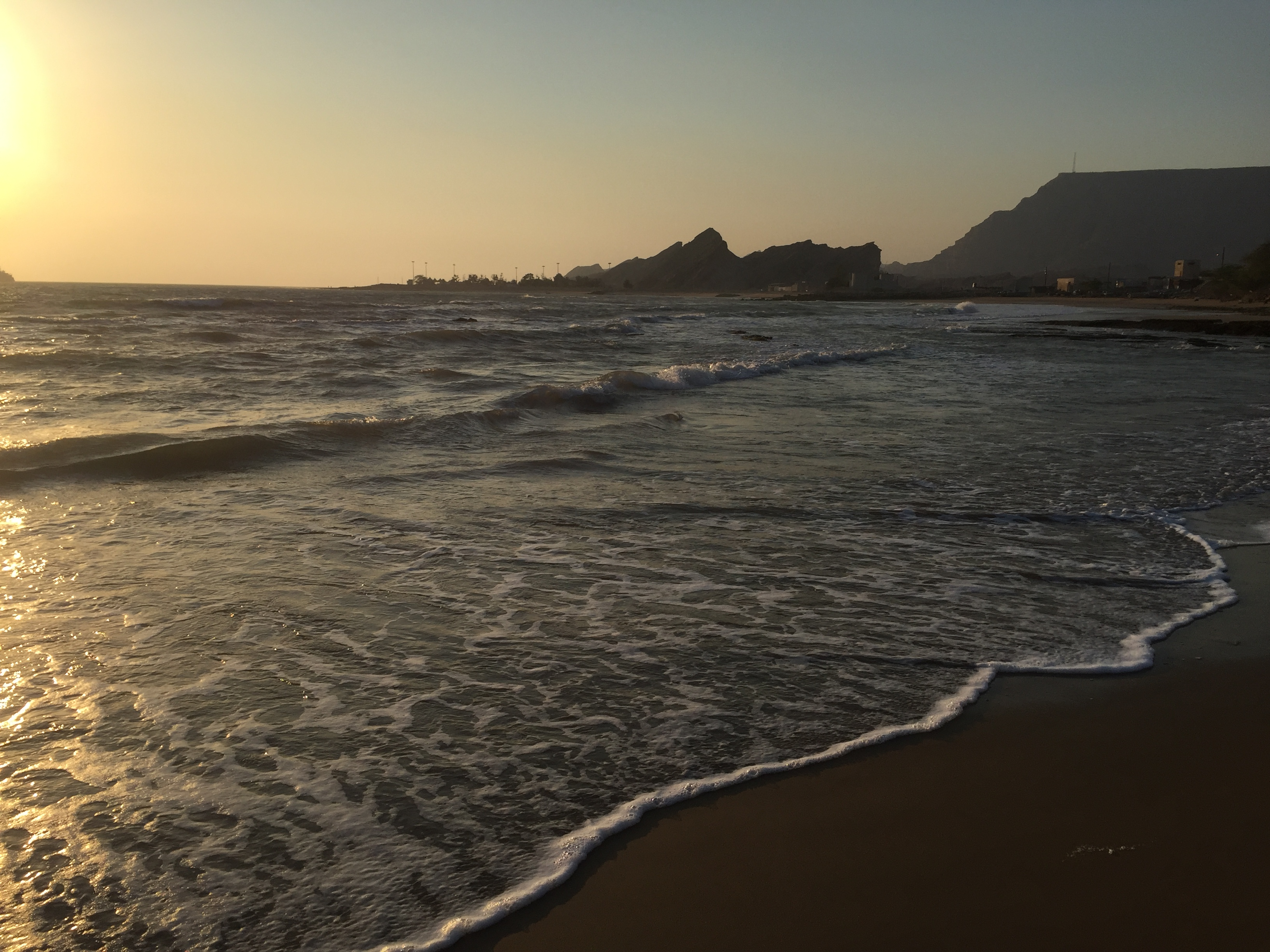
ساحل بندر بستانو

بندر بستانو، روستایی در دهستان بهدشت بخش کوشکنار شهرستان پارسیان در استان هرمزگان ایران است.

## جمعیت
بر پایه سرشماری عمومی نفوس و مسکن در سال ۱۳۹۵، جمعیت این روستا برابر با ۷۴۸ نفر (۲۰۶ خانوار) بوده‌است.